# Addams Family Values: Music from the Motion Picture
Addams Family Values: Music from the Motion Picture is een van de twee soundtrackalbums uitgebracht ter promotie van de film Addams Family Values. Het album is opgenomen door verschillende artiesten, en uitgebracht door Atlas Records in 1993.

## Overzicht
Het album bevat verschillende hiphop en R&B versies van funk/soul nummers uit de jaren 70, waaronder:
- H-Town, covert The Isley Brothers' "It's Your Thing"
- Shabba Ranks, Patra en Terri & Monica coveren Sly & the Family Stones Family Affair
- R. Kelly en Mad Cobra coveren Isaac Hayes' Do Your Thing.

Een remixversie van Tag Teams hit hoomp! (There It Is), genaamd Addams Family (Whoomp!), werd gebruikt als de hoofdsingle.

## Tracklist
1. It's Your Thing, door H-Town – 3:59
2. Be Thankful for What You Got, door Portrait – 4:37
3. Express Yourself, door Roger en Fu-Schnickens – 5:31
4. Whatcha See Is Whatcha Get, door RuPaul – 4:50
5. Family Affair, door Shabba Ranks, Patra, met Terri & Monica – 4:29
6. Night People, door Brian McKnight – 4:29
7. Supernatural Thing, door Charles & Eddie – 4:35
8. Do Your Thing (Love On), door R. Kelly and Mad Cobra – 4:35
9. Do It Any Way You Wanna (It's on You), door Guru – 4:28
10. May You Always Drink Bizarre, door P.M. Dawn – 3:23
11. Addams Family (Whoomp!), door Tag Team – 3:50